# 羅拔·費德歷·史密夫 (投資者)
（1962年12月1日—）是美國億萬富翁商人和慈善家。他是私募股權公司維斯塔私募基金合夥人的創辦人、董事長兼行政總裁。他畢業於康乃爾大學，獲得化學工程學位，畢業於哥倫比亞商學院，獲得MBA學位，之後在高盛擔任投資銀行家。2019年，史密斯在莫爾豪斯學院發表畢業典禮演講時，承諾償還2019年畢業生全部3,400萬美元的學生貸款債務。

## 早期生活
史密夫出生於科羅拉多州丹佛，是出生在科羅拉多州的家族第四代。他的父母是小學校長威廉·羅拔·史密夫博士和喬治·華盛頓高中校長西爾維婭·米爾娜·史密夫博士，兩人都擁有教育學博士學位。他的父親曾獲得樂隊獎學金就讀於丹佛大學，演奏打擊樂和鋼琴。當被問及2020年的母親時，他說：「她通常打電話給我，告訴我哪些方面可以做得更好。」他的祖母是一名教育家，祖父是普爾曼·波特。他的外祖父是華盛頓特區三個郵局的郵政局長，在此之前，他在高中時曾在美國拉塞爾參議院辦公大樓工作，在休息室提供咖啡和拿帽子和外套。
他在東丹佛一個以非裔美國人為主的中產階級社區長大。當他還是個嬰兒時，六個月大時，他的母親抱著他參加了華盛頓遊行，馬丁·路德·金牧師在會上發表了他的「我有一個夢想」演講。他就讀於丹佛的卡森小學和戈夫初中。

## 教育和早期事業
史密夫隨後就讀於丹佛的東高中（'81）。高中時，他申請了貝爾實驗室的實習機會，但被告知該計畫是針對大學生的。史密斯堅持不懈，連續五個月每週一都會打電話。當麻省理工學院的學生沒有出現，他得到了這個職位，那年夏天他開發了半導體可靠性測試。
史密夫於1985年獲得康乃爾大學化學工程學士學位。在那裡，他獲得了寶潔公司化學工程卓越技術獎。1982年，他成為阿爾法·斐·阿爾法（Alpha Phi Alpha，AΦA）兄弟會的成員，這是第一個非裔美國人的校際希臘字母兄弟會。
從康乃爾大學畢業後，史密夫曾在固特異輪胎與橡膠公司以及空氣產品公司工作。後來，他在卡夫食品擔任化學工程師，並作為主要發明人註冊了兩項美國和兩項歐洲專利。
1994年，他獲得哥倫比亞大學工商管理碩士學位，主修金融和行銷。
1994年至2000年，獲得MBA學位後，他在投資銀行高盛從事技術投資銀行業務。他首先在紐約市工作，然後在1997年搬到矽谷，在那裡開始了高盛以技術為重點的併購工作。他為蘋果、微軟、德州儀器、eBay和雅虎等公司的500億美元併購活動提供諮詢服務。

## 維斯塔私募基金合夥人
2000年，史密斯創立了維斯塔私募基金合夥人，這是一家總部位於德薩斯州奧斯汀的私募股權和創投公司，他是該公司的主要創始人、董事長兼執行長。維斯塔收購了企業軟體業務並為業務帶來了效能提升。根據Black Enterprise雜誌報導，從公司成立到2020年，史密斯一直為投資者帶來30%的回報率。截至2019年，維斯塔私募基金合夥人是第四大企業軟體公司，僅次於微軟、甲骨文和SAP（包括其所有持股）。維斯塔投資了STATS、Ping Identity和Jio等公司。截至2019年，維斯塔私募基金合夥人已完成超過460億美元的融資。
2016年，史密斯因與維斯塔的合作而被私募基金國際評為年度遊戲規則改變者。
2018年，史密斯被列入《名利場》的新貴名單，該名單是對做出有影響力的商業創新的個人進行的年度排名。2019年PitchBook私募基金獎將維斯塔私募基金合夥人評為「年度交易撮合者」。
2022年1月，該公司管理的資產為860億美元。

## 慈善活動
史密斯於2012年作為合作夥伴加入奧斯汀燈光之路，從那時起，史密斯和 維斯塔私募基金合夥人就贊助了活動的項目和展示。該活動是德州奧斯汀持續時間最長的節日燈光展示。
2013年，史密斯加入卡內基音樂廳董事會，並捐款擴展Link Up，為小學生創建免費的音樂教育課程。
2014年，史密夫和維斯塔私募基金合夥人贊助了梅紐因競賽首次訪問美國德克薩斯州奧斯汀。該比賽是世界領先的青少年小提琴家國際比賽。
2015年，史密斯資助了所有的博科聖地女孩返回大學教育。同樣在 2015 年，史密斯和他的妻子透過Fund II基金會創建了家庭聯誼計劃，為非營利組織Foster Love提供支持。該計劃為計劃內的學生提供經濟和情感支持。冬季期間，史密斯在科羅拉多州的家中接待了同事們。
2016年，史密斯和他的兄弟與聯合黑人學院基金會合作建立了UNCF西爾維亞·M·楊·史密斯獎學金計劃。該計劃向在美國HBCU就讀的學生頒發六項價值10萬美元的擇優獎學金。此後，他向康乃爾大學捐贈了5,000萬美元，其中2,000萬美元用於康乃爾大學工程學院，1,000萬美元用於為美國黑人和女性提供科技學者獎學金。這筆捐贈導致大學將其工程學院更名為羅伯特·弗雷德里克·史密斯化學與生物分子工程學院。同年，他向卡內基音樂廳捐贈了100萬美元。
同樣在2016年，史密斯向非裔美國人歷史和文化國家博物館捐贈了2,000萬美元。他的捐款幫助建立了羅伯特·F·史密斯探索您的家族歷史中心和羅伯特·弗雷德里克·史密斯實習和獎學金計劃。他還向獅身人面像組織捐贈了 25 萬美元。這筆捐款幫助設立了羅伯特·弗雷德里克·史密斯獎，該獎項向獅身人面像比賽的一些獲獎者授予50,000 美元，以提供專業發展和其他資源，幫助建立古典音樂職業生涯的橋樑。
透過Fund II基金會，史密斯於2016年捐贈了2700萬美元，幫助在科曼基金會建立了非裔美國人健康公平倡議（AAHEI），現在稱為H.E.R.代表——健康公平革命。
2017年5月，「捐贈誓言」宣布史密斯已加入，成為第一位美國黑人簽署者。同年，他也向哥倫比亞商學院捐贈了1,500萬美元，幫助其擴大曼哈頓維爾新校區。同樣在2017年，史密斯向獅身人面像組織額外捐贈了100萬美元。
2018年，史密斯是希望之城晚會的最大個人捐助者，該晚會為黑人男性和女性的前列腺癌治療和乳腺癌研究提供資金。同年，史密斯向前列腺癌基金會捐贈250萬美元，以推進美國黑人男性前列腺癌研究，並在芝加哥創建了位於傑西·布朗退伍軍人醫療中心的羅伯特·弗雷德里克·史密斯精準腫瘤學卓越中心。同樣在2018年，史密斯向哈林區丹尼法雷爾河岸州立公園的文化表演中心捐贈了100萬美元，該中心後來更名為羅伯特·弗雷德里克·史密斯表演藝術中心。同樣在2018年，Fund II基金會向路易斯阿姆斯壯故居博物館提供了300萬美元的贈款，這筆贈款有助於將阿姆斯壯的收藏數位化，以便向公眾開放並僱用研究員和實習生。
2019年5月19日，史密斯在莫爾豪斯學院（喬治亞州亞特蘭大一所歷史悠久的黑人學院）舉行2019年畢業典禮演講時表示，他將償還莫爾豪斯學院2019年畢業生396名學生的全部學生貸款債務，據報道價值3400萬美元學生貸款債務，包括父母和監護人產生的債務。他此前曾於 2019年1月向學校捐贈了150萬美元，用於羅伯特·弗雷德里克·史密斯學者計劃和帶有戶外學習區的校園公園。
史密斯於2019年透過Fund II基金會成立了internXL，幫助多元化的實習候選人與領先公司的帶薪實習相匹配。史密斯表示，他受到自己在貝爾實驗室實習經驗的啟發，促使他創建了這個平台。
在史密斯的領導下，Fund II 基金會於2019年提供了一份保護禮物，透過國家公園管理局購買和保護馬丁·路德·金牧師的房屋。Fund II基金會也在史密斯的領導下於2019年向Sphinx組織捐款300萬美元。
在2020年6月的一份報告中，《時代》雜誌報道了學生自由倡議（SFI）的啟動，Fund II基金會捐款5,000萬美元，史密斯另外捐款5,000萬美元，以使HBCU學生受益。
根據《富比士》報道，「史密斯是第一位簽署捐贈誓言的非裔美國人，承諾將其大部分財富貢獻給慈善事業。」
2021年，史密斯與Goalsetter合作開展了一項計劃，幫助100萬黑人和拉丁裔青年成為股東，史密斯向2,900名學生、教育工作者和工作人員贈送了5股股票（相當於約15,000股）。
2022 年1 月，他向哥倫比亞商學院捐贈1000萬美元，為羅伯特·F·史密斯'94 獎學金基金提供資助，資助來自歷史悠久的黑人學院和大學、來自不同背景、在學術追求中克服了重大困難或挑戰的學生，或他們表現出了對多元化、公平和包容原則的堅定承諾。
2022年2月，SFI與保德信金融集團合作，向HBCU的學生提供高達180萬美元的小額助學金。
2022年4月，史密斯與西奈山醫院合作，在紐約哈林區推出了西奈山羅伯特·F·史密斯移動前列腺癌篩檢巴士。
2022年5月，康乃爾大學宣布史密斯捐贈1,500萬美元，為來自歷史上代表性不足的社區的工程專業學生提供經濟援助。這筆捐款將支持一個本科生獎學金基金，每年為至少7名來自城市高中的學生提供高達45,000美元的助學金，此外還將設立一個研究生獎學金基金，以支持就讀於傳統黑人大學的12名碩士生和5名博士生與大學。史密斯先前曾捐款為康乃爾大學化學與生物分子工程學院代表性不足的學生提供類似的資金。
2023年6月，史密斯透過領導南方社區倡議，幫助格萊珉美國公司在喬治亞州亞特蘭大開設了一個新的分支機構。該部門的目標是幫助支持更多有色人種女性創業。同樣在 2023年，宣布將推出免費的廣告支援串流服務Mansa，史密斯為此提供了初始資金。
史密斯與他人共同創立了Anglers of Honor，這是一個慈善組織，致力於為身體殘疾的個人及其家人提供治療性飛釣機會，並且是River Deep聯盟計劃。
史密斯也向珍·古道爾的青年環保計畫「根與芽」捐贈了30萬美元。

## 政治
2022年12月，史密斯與紐約市長艾瑞克·亞當斯、阿爾·夏普頓牧師和康拉德·蒂拉德牧師、世界價值網絡創辦人兼執行長什穆利·博塔奇拉比以及伊麗莎·維塞爾一起共同反對美國日益增多的種族主義和反猶太主義事件。15天光明，在卡內基音樂廳舉行統一的節慶儀式，慶祝光明節和寬扎節。史密斯說：「當我們團結兩個社區的靈魂時，我們就能迎來光明，消除種族主義、偏執和反猶太主義的黑暗。」

## 稅金罰款
1990年代，商人羅伯特·T·布羅克曼與史密斯接洽，商討創建私募股權基金的事宜，並提出為初始基金提供支持。作為交易的一部分，布羅克曼要求設立一個離岸信託，以向稅務機關隱瞞收入並避免在美國法院提起訴訟。布羅克曼還要求第一隻基金位於開曼群島，並留出部分賺取的利息以保護他免受損失。布洛克曼的提議是「要麼接受要麼放棄的提議」。根據史密斯後來的不起訴協議，布羅克曼口述了「該安排的獨特條款和非正統結構」，他接受了這一提議，並將其視為「他渴望追求的獨特商業機會」。布洛克曼的律師幫助史密斯設立了離岸實體。
2020年10月，史密斯與美國司法部簽訂了一項不起訴協議，同意協助司法部處理針對布羅克曼的單獨案件，布羅克曼當月被指控繳納司法部所謂的「有史以來最大」稅款美國公民的詐欺計劃，並支付1.39億美元的罰款。據司法部稱，布羅克曼引導史密斯使用隱瞞收入的離岸信託。布羅克曼於2022年8月去世，當時他的審判仍在進行中。

## 其他成就
史密斯曾擔任羅伯特·甘迺迪人權組織的主席，哥倫比亞商學院監事會成員，康乃爾工程學院理事會成員，康乃爾大學技術委員會成員，自2008年起擔任舊金山男孩女孩俱樂部的受託人。
2014年，史密斯成為Fund II基金會的創始董事兼總裁。
史密斯於2016年成為卡內基音樂廳董事會主席，是第一位擔任該職位的非裔美國人；他自2013年起擔任董事會成員。自2018年以來，史密斯一直擔任路易斯阿姆斯壯故居博物館的董事會成員。
2020年4月，州長格雷格·阿博特任命史密斯加入德克薩斯州開放打擊部隊，該組織「負責在COVID-19大流行期間尋找安全有效的方法來緩慢重新開放該州」。
2022年10月，TMZ、Revolt TV、《綜藝》和《Vibe Magazine》等媒體發表了一篇文章，強調史密斯被小佛洛伊德梅威瑟提名擔任一系列電影和電影的執行製片人。梅威瑟說：「作為一個擁有自己品牌的人，我想不出比德翁（Deon Taylor）、羅克珊（Roxanne Avent Taylor）、世界上最富有的非裔美國人羅拔·費德歷·史密夫和隱藏帝國更好的合作夥伴了。」
2024年，史密斯因《紐約時報》排名第一的暢銷書《投資的聖杯》接受了東尼·羅賓的採訪。

## 榮譽和獎狀
2010年，史密斯獲得了羅伯特·F·甘迺迪正義與人權中心頒發的希望之波獎。
2014年，他獲得休士頓-蒂洛森大學榮譽博士學位。
2016年，康乃爾大學在捐贈後以他的名字命名了羅伯特‧弗雷德里克‧史密斯化學與生物分子工程學院。史密斯榮獲2016年國會黑人核心小組基金會主席獎。
2017年，史密斯被丹佛大學授予榮譽博士學位。同年，史密斯也被《富比士》評為當今100位最偉大的商業頭腦之一。同年，史密斯也獲得了《Ebony》的約翰·H·約翰遜獎。同樣在2017年，史密斯被《慈善紀事報》評選為「慈善事業50人」。
2018年，他獲得了國際醫療隊年度人道主義獎以及莫爾豪斯學院的商業和慈善蠟燭獎。
他於2019年獲得莫爾豪斯學院榮譽博士學位。他作為 2019年傳奇人物入選德克薩斯州商業名人堂。2019年10月，史密斯獲得了卡內基慈善獎章，該獎章頒發給向公眾捐贈私人財富的個人。他也獲得了2019年聯合黑人學院基金會主席獎。
史密斯被列入《時代》雜誌2020年全球100位最具影響力人物的「時代100人」名單。2020年，他也獲得康乃爾大學傑出校友獎。
他獲得了全國投資公司協會頒發的卓越獎。他被美利堅大學國際服務學院授予國際事務榮譽博士學位。他曾擔任哥倫比亞商學院的董事。

## 個人生活
1988年，史密斯與他的第一任妻子、康乃爾大學校友蘇珊娜·麥克費登結婚。他們於2014年離婚。史密斯於2015年7月25日與護膚公司MUTHA 的創始人兼首席執行官、前《花花公子》玩伴女郎、健康生活倡導者和時尚編輯霍普·德沃拉奇克結婚，她於2014年12月生下了他們的第一個孩子。史密斯與第一任妻子育有三個孩子。他也與妻子霍普育有兩個兒子和兩個女兒。史密斯在德克薩斯州奧斯汀、加利福尼亞州馬里布、紐約市、丹佛和佛羅里達州擁有房產。
2007年，史密斯與馬修·伯克特合作，購買了科羅拉多州吉爾平縣林肯山歷史悠久的地產，並將其改造成一個僅限受邀人士參加的飛釣俱樂部。林肯山成立於1922年，是黑人家庭的避暑勝地。他現在用它來接待音樂家和貧困學童。
在2018年的封面故事中，《富比士》稱史密斯超越歐普拉·溫芙瑞，成為最富有的非裔美國人。截至2021年，史密斯是世界上15位黑人億萬富翁之一。2023年11月，《富比士》稱他的淨資產為92億美元，在美國富豪榜上排名第78位，在全球富豪榜上排名第235位。

## 外部連結
- robertsmith.com （页面存档备份，存于）
- 羅拔·費德歷·史密夫的Instagram帳戶